# 理查德·科尔曼
理查德·科尔曼（英語：Richard Colman，1984年11月28日—），澳大利亚男子田径运动员。他曾代表澳大利亚参加2004年、2008年、2012年和2016年夏季残疾人奥林匹克运动会田径比赛，获得二枚金牌、二枚银牌和三枚铜牌。